# Pomona (Californie)
Pour les articles homonymes, voir Pomona.
Pomona est une ville située dans le comté de Los Angeles, dans l'État de Californie, aux États-Unis. Lors du recensement de l'an 2000, la ville était peuplée de 149 473 habitants, en 2008, de 162 255 habitants.
Il s'agit de la cinquième plus grande ville du comté après Los Angeles, Long Beach, Glendale et Santa Clarita.

## Histoire
C'est dans les années 1870 que l'on baptisa cette ville Pomona, nom de la divinité Romaine des fruits. Cependant, ce n'est que dix ans plus tard, avec l'arrivée du chemin de fer et de l'eau de la Coachella Valley, que s'établirent à Pomona et sa région les plus grandes plantations d'agrumes de l'Ouest des États-Unis. Cette région fertile incluait, entre autres, l'Inland Empire d'aujourd'hui.

## Géographie
La ville est située sur le bord occidental de la vallée de Pomona, qui fait partie de la région de l'Inland Empire, et à l'est des collines de San Jose et Puente. Pomona peut aussi être considérée comme faisant partie de la vallée de San Gabriel.
La commune de Pomona s'étend sur 59,2 km2.
Les villes limitrophes de Pomona sont San Dimas, La Verne et Claremont au nord, Montclair et Chino à l'est, Chino Hills et Diamond Bar au sud, ainsi que Walnut, South San Jose Hills et la zone industrielle au sud-ouest. Plus généralement, la ville est située dans le sud-est du comté de Los Angeles.

### Quartiers
Pomona possède un paysage urbain très diversifié :
- Downtown Pomona, le centre-ville non historique de la ville est assez moribond mais de multiples projets d'aménagements commerciaux et résidentiels le réhabilitent peu à peu avec la construction de boîtes de nuit, de restaurants et d'appartements de luxe, par exemple.
- Lincoln Park, Wilton Heights et Hacienda Park, constituent le cœur historique de la ville.
- Ganesha Park est le quartier cossu de Pomona.
- Southeast Pomona regroupe les quartiers pauvres de la ville où les gangs sont très fortement représentés.

## Démographie
| Groupe            | Pomona | Californie | États-Unis |
| ----------------- | ------ | ---------- | ---------- |
| Blancs            | 48,0   | 57,6       | 72,4       |
| Autres            | 30,3   | 17,0       | 6,2        |
| Asiatiques        | 8,5    | 13,1       | 4,8        |
| Afro-Américains   | 7,3    | 6,2        | 12,6       |
| Métis             | 4,5    | 4,9        | 2,9        |
| Amérindiens       | 1,2    | 1,0        | 0,9        |
| Océaniens         | 0,2    | 0,4        | 0,2        |
| Total             | 100    | 100        | 100        |
|                   |        |            |            |
| Latino-Américains | 70,5   | 37,6       | 16,7       |

Selon l'American Community Survey, en 2010, 54,96 % de la population âgée de plus de 5 ans déclare parler l'espagnol à la maison, 35,14 % déclare parler l'anglais, 2,89 % une langue chinoise, 1,63 % le tagalog, 1,12 % le vietnamien, 0,71 % le coréen, 0,68 % le khmer, 0,56 % l'arabe et 2,31 % une autre langue.
| 1890  | 1900  | 1910   | 1920   | 1930   | 1940   |
| ----- | ----- | ------ | ------ | ------ | ------ |
| 3 634 | 5 526 | 10 207 | 13 505 | 20 804 | 23 539 |

| 1950   | 1960   | 1970   | 1980   | 1990    | 2000    |
| ------ | ------ | ------ | ------ | ------- | ------- |
| 35 405 | 67 157 | 87 384 | 92 742 | 131 723 | 150 320 |

| 2010    | - | - | - | - | - |
| ------- | - | - | - | - | - |
| 149 058 | - | - | - | - | - |

## Politique
En 2005, les citoyens de Pomona ont massivement élu Norma Torres à la tête de la mairie de la ville. Il s'agit de la première femme d'origine guatémaltèque élue à un poste de maire en dehors du Guatemala.

## Éducation
Une prestigieuse école privée porte le nom de Pomona College. Or, elle n'est pas située à Pomona mais dans la ville voisine de Claremont.